# 馬自達轉子引擎

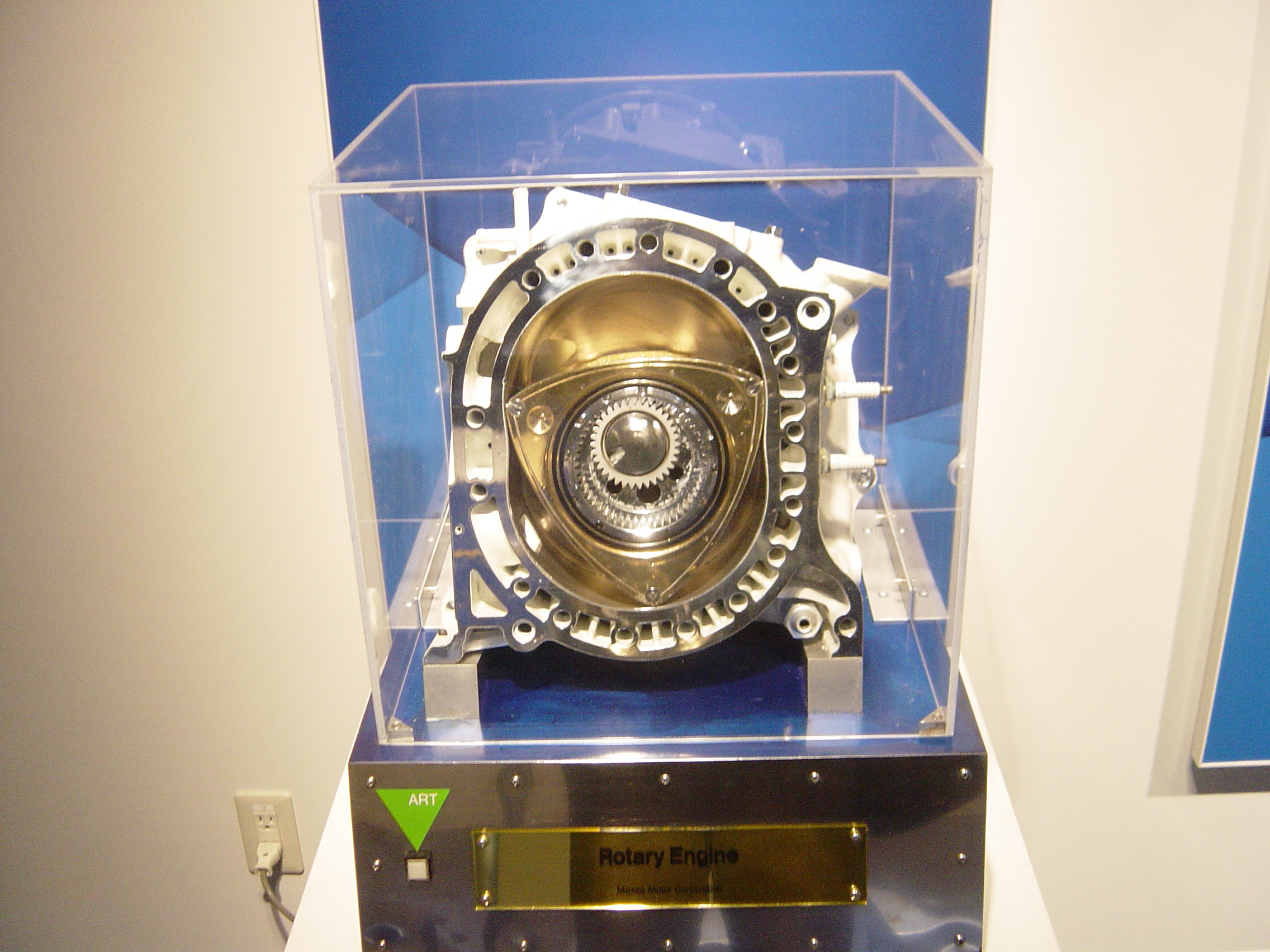
轉子引擎斷面

馬自達轉子引擎屬於無活塞迴旋式四行程內燃機的其中一種。自1961年2月27日日本東洋工業（現稱馬自達汽車公司）向德國NSU車廠（今奧迪汽車〔Audi〕的前身之一）和菲力斯·汪克爾簽約取得汪克爾引擎的授權許可以來，即不斷投入人力心血改良開發，並以rotary engine（原文寫作，轉子引擎之意，但常略稱為「RE」）稱呼之。
2010年10月公開的「16X型」曾因各國日趨嚴苛的廢氣排放法規而延遲量產計劃，但原廠仍持續研發以找出克服之道。2012年6月搭載「13B-MSP Renesis型」轉子引擎的馬自達RX-8停產以來，全球車壇上以轉子引擎作為動力來源的量產車便暫時消失。2015年10月29日開幕的第44屆東京車展上，原廠公開「RX-VISION」概念車，所搭載的次世代轉子引擎「SKYACTIV-R」結合創馳藍天技術，但並未公開動力細節。2016年4月傳出原廠向美國提出新款轉子引擎的專利申請書曝光，顯示仍積極投入開發。2023年1月13日原廠在比利時布魯塞爾車展上公開「MX-30 e-SKYACTIV R-EV」，使得闊別11年的轉子引擎重返車壇。不過這具單轉子的「8C型」轉子引擎並非直接驅動車輛，而是作為增加續航里程的發電機之用。由於形式上視同轉子引擎恢復量產，2023年10月30日原廠宣布總產量突破200萬輛之規模。

## 發展的開端

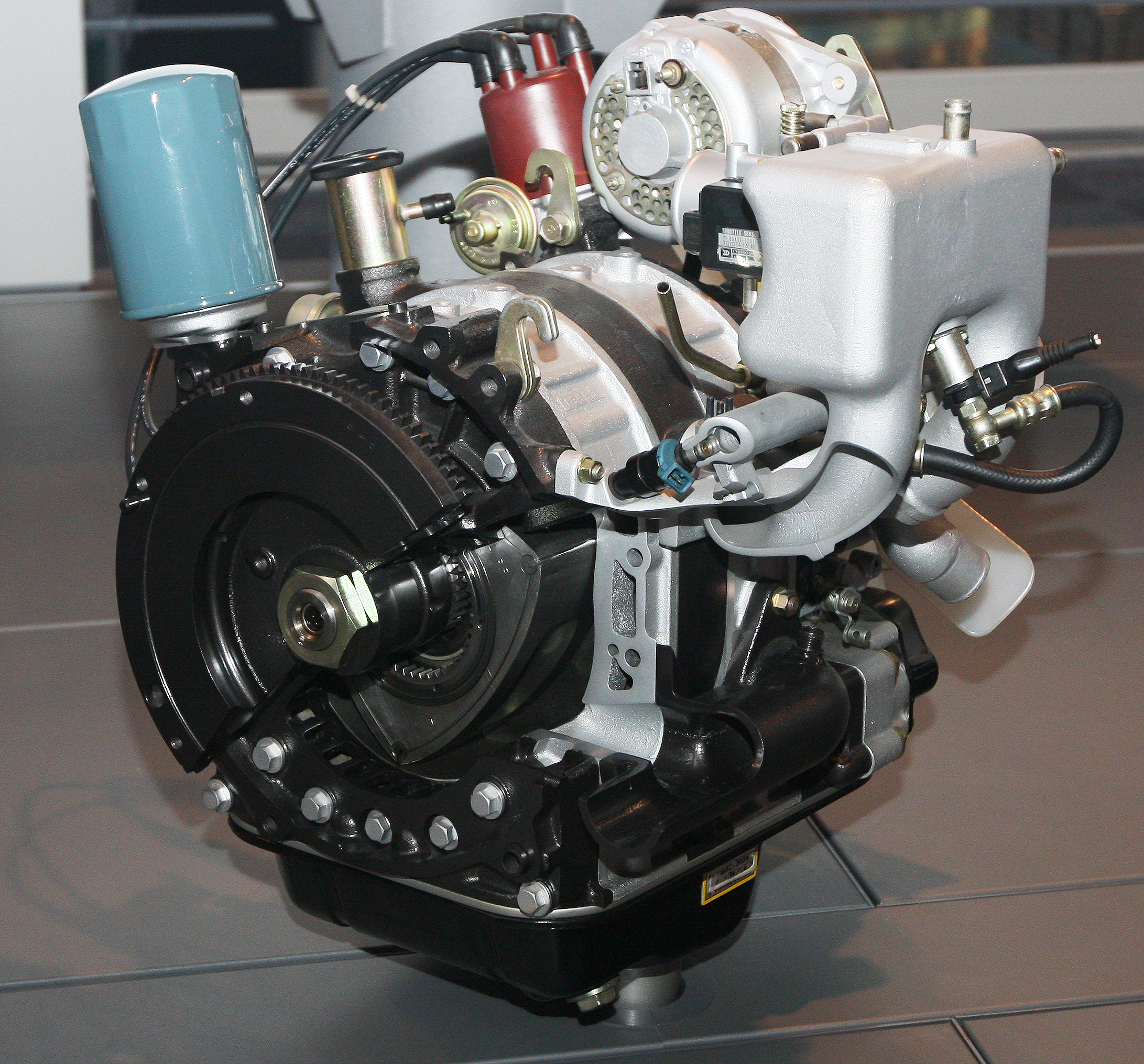
豐田發展的試驗用轉子引擎

最初汪克爾所發明的汪克爾引擎專利權原是屬於德國NSU車廠擁有，雖然1960年1月19日汪克爾在德國工程師學會（Verein Deutscher Ingenieure，常縮寫成VDI）的會議上向世人公開發表這具無活塞迴轉式引擎的新發明，吸引了包括美國通用汽車（General Motor）、德國戴姆勒·賓士（Daimler Benz）和日本豐田（Toyota）等車廠的目光，但經過試驗發現量產實用化的困難度比預期還要高後，他們紛紛打了退堂鼓。
第二次世界大戰結束後，位於廣島市有一座幟町廣島和平紀念教堂（幟町広島平和記念聖堂），其教會鐘樓的和平之鐘乃當時的德國總理康拉德·阿登納（Konrad Adenauer）贈送，於是透過康拉德·阿登納的這層關係與NSU車廠搭上線。在1961年2月為了簽約取得專利授權許可，馬自達接受的苛刻條件如下：
1. 10年的簽約金額為2億8千萬日圓，當時約可支付馬自達8,000位員工的一個月薪資。
2. 馬自達必須無條件提供產品專利權給NSU車廠。
3. 每一輛搭載汪克爾引擎的汽車上市後，須向NSU車廠交付權利金。

同年7月該公司指派8位技術人員遠赴當時位於西德的NSU車廠接受技術細節的培訓，其中包括後來被任命為「RE研究部」部長的山本健一。NSU車廠人員在運轉的汪克爾引擎上置放一枚銅板卻屹立不倒，向馬自達的技師們展示這具引擎的靜肅性。不過他們稍後卻發現運轉一段時間後，轉子室缸壁會出現轉子頂點菱封所造成的波狀磨痕；解決此問題才能正式實用量產化。1963年（昭和38年）馬自達成立「RE研究部」，並任命山本健一率領46位工程師研究改良汪克爾引擎。此47人後來被稱呼為「轉子四十七士」（ロータリー47士），含有仿效赤穗四十七浪士不成功便成仁的意涵。在此同時，因面臨乘用汽車進口自由化的壓力，日本通商產業省（今經濟產業省）於1965年主動提出整併國內汽車界的構想。屈迫於這種被合併的危機，當時松田恒次社長提出「技術永遠是革新」（技術は永遠に革新である）的口號，更激發RE研究部的決心。

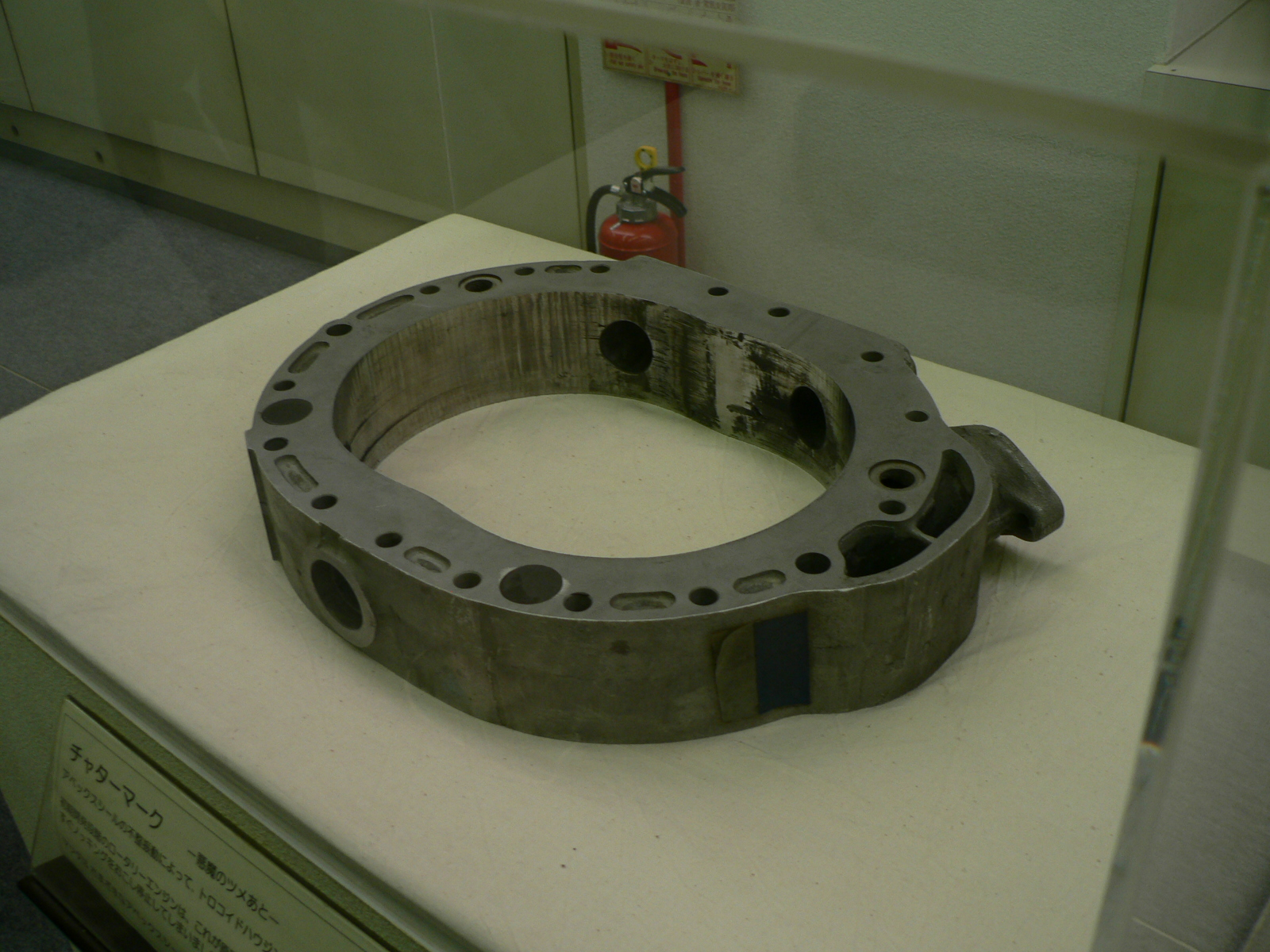
惡魔的爪痕

由於汪克爾引擎的構造獨特，轉子以偏心圓的方式在橢圓形空間裡迴轉。為了讓它的三個面與缸壁之間保有一定的氣密性，其三個端點必須裝設一種由「菱封」（apex seal）與「角封」（corner seal）組成的的立體機構。菱封的作用類似活塞環，內部的彈簧片會配合菱封與缸壁間的空隙伸縮。經過日積月累的偏心圓運轉，菱封對缸壁會造成波狀刮傷（chatter mark，被戲稱為「惡魔的爪痕devil's fingernails」）。換句話說，改善菱封材質的進程儼然為汪克爾引擎的改良發展史。

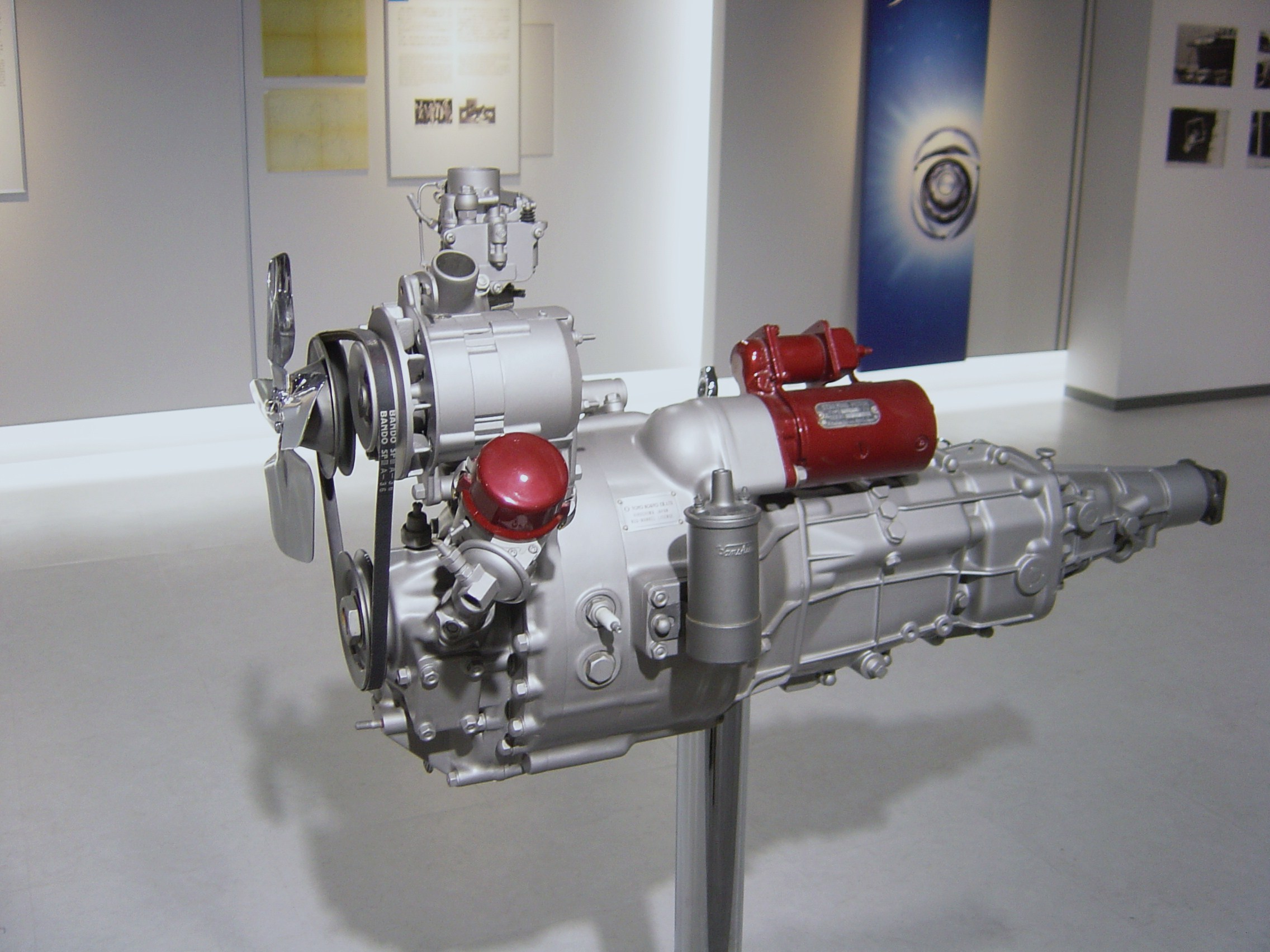
馬自達最早期的轉子引擎

這個研究團隊經過不斷的測試發現，波狀磨痕的間隙與菱封固有震動數值相同，因此他們改變菱封的形狀，在接近頂端處橫向開孔，並在交叉方向另開一縱向孔，稱為交叉孔（cross hollow）菱封。實驗證實菱封與缸壁的共振頻率被改變，300小時內不會出現波狀磨痕，總算初步解決這個問題。接著1964年夏天日本碳素公司（日本カーボン株式会社）開發出新碳素材料，馬自達遂以混入碳素的鋁合金材質取代原先的菱封材質。1967年5月上市的Cosmo Sport即採用碳鋁材質製成的菱封，成為世界上第一部將轉子引擎實用化的量產汽車。
1960年代起，美國洛杉磯盆地地區陸續發生空氣汙染而造成天空籠罩白灰塵沙，美國聯邦政府自1965年起實施汽車空氣污染管制法（Motor Vehicle Air Pollution Control Act of 1965）。因轉子引擎的構造特殊，產生的氮氧化物（oxides of nitrogen，簡稱NOx）很少，但相對地會增多碳氫化合物（hydrocarbons，簡稱HC）。為了順利通過最大市場美國的廢氣排放標準，馬自達採取「溫控反應器」（thermal reactor）將廢氣中殘餘的碳氫化合物混合空氣後再度燃燒，使得轉子引擎車種於1969年10月正式登陸美國市場。然而1970年12月美國國會又通過由埃德蒙·馬斯基（Edmund Muskie）提案、俗稱「馬斯基法案」的《空氣淨化法修正案》（Clean Air Act Amendments of 1970），限制1975年後在美國銷售的汽車必須將碳氫化合物減少至現行十分之一以下。馬自達的技術人員立刻著手改良此一問題，並於1973年2月於美國市場推出油耗表現較佳、空氣汙染較輕微的REAPS（Rotary Engine Anti-Pollution System的縮寫）型轉子引擎搭載車款第二代Luce。
除此之外，轉子引擎要克服的課題還包括油耗表現與低速扭力問題。先前量產的13B-REW型轉子引擎之進、排氣埠都是使用「外環氣埠」（peripheral port），造成混合的燃油與空氣在低轉速域間無法充分燃爆，甚至不易點燃。因此為了解決油耗表現與低速扭力的問題，馬自達自13B-MSP Renesis型開始將原本位於轉子外殼圓周的進、排氣埠移到側邊，稱之為「側邊氣埠」（side port）。另外，點火系統改為雙火星塞設計，提升燃油與空氣混合的點火效率。所以這些改良措施提高了轉子引擎的低速扭力表現，也解決了油耗問題。

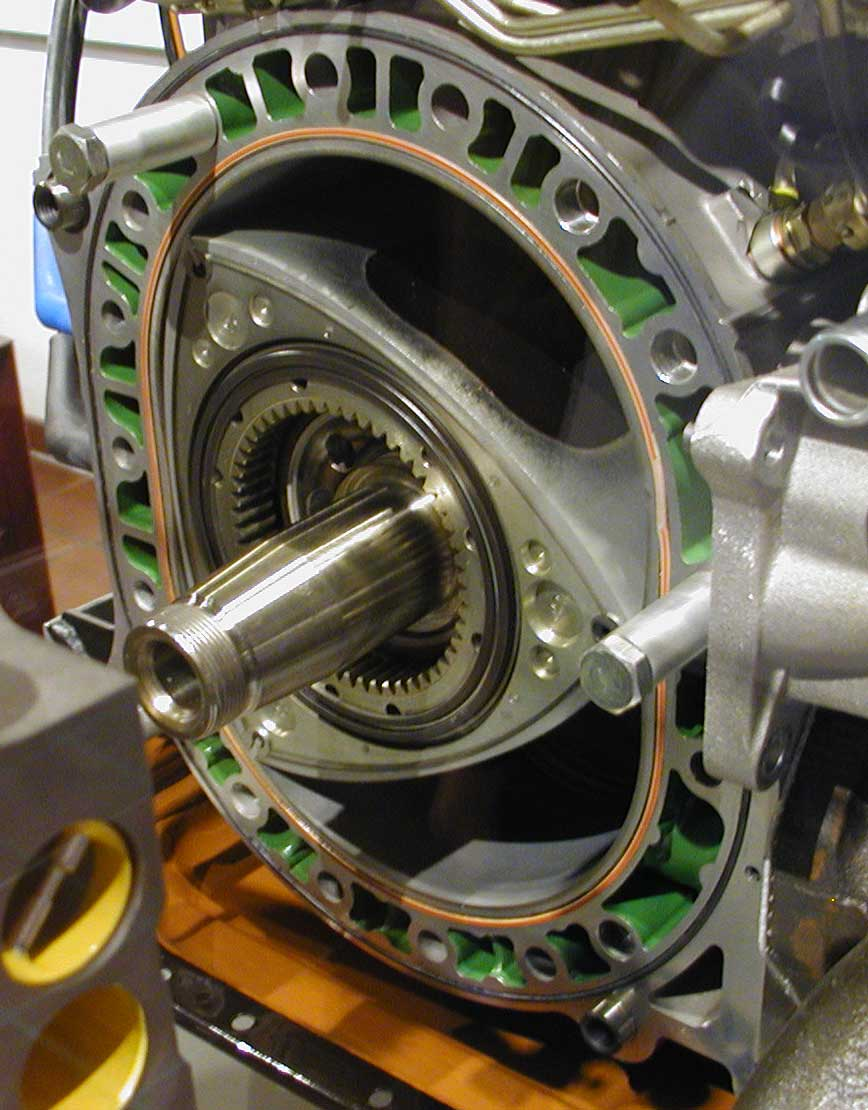
馬自達開發的氫轉子引擎燃燒室斷面

1991年馬自達開發並測試了第一輛氫動力轉子引擎原型車，名為馬自達HR-X；1993年更發表了改良過的馬自達HR-X2。後來在2004年的底特律國際車展上，馬自達介紹了RX-8 Hydrogen RE（RE就是rotary engine之縮寫）概念車，這是一部氫氣及汽油雙燃料轉子引擎車。2006年2月時，日本國土交通省批准了RX-8 Hydrogen RE的租賃業務，馬自達生產了一批此型的RX-8交付給岩谷產業、出光興產等兩家公司使用。而在2009年4月，馬自達參加了挪威的HyNor計畫（在挪威首都奧斯陸至西岸沿海的Stavanger之間，打造一條580公里長的氫氣實驗道路，於沿途設置氫氣加氣站，以利氫氣動力車輛補充燃料），交付30輛氫氣燃料車進行實路測試。

## 歷年轉子引擎型號

### 40A型
馬自達發展出來的第一顆試驗用轉子引擎是40A型，排氣量386c.c.，轉子半徑90毫米、偏心量14毫米、深度59毫米。這是一顆非常近似NSU KKM 400型的單轉子引擎，卻只能連續運轉40小時，完全稱不上量產實用化。雖然此顆引擎未曾正式量產，卻幫助馬自達工程師迅速意識到兩個難題：轉子頂端的氣封刮傷缸壁而造成「惡魔的爪痕」（devil's fingernails），及因密封性不佳引起嚴重的油氣汙染問題。

### L8A型

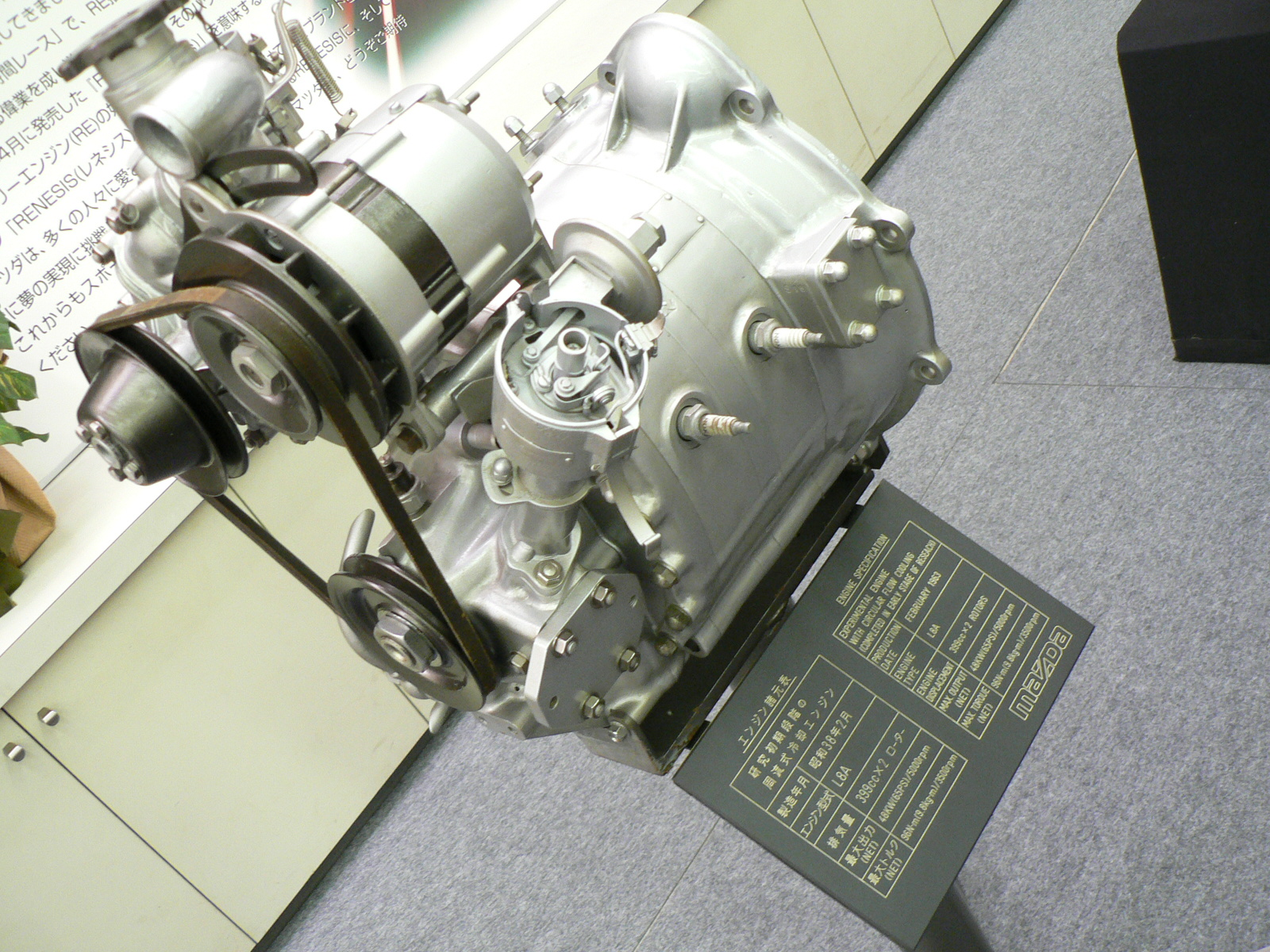
L8A型轉子引擎

L8A型轉子引擎首先面世的時刻為1963年的第十屆全日本汽車展覽（全日本自動車ショー，即現今的東京國際車展），翌年在同一個展覽會上隨著Cosmo原型車與世人見面。馬自達改以空心鑄鐵製造菱封，以改變菱封摩擦缸壁的共振頻率、消除震動，解決「惡魔的爪痕」問題。這顆引擎採用乾式油底殼潤滑（dry sump lubrication），轉子半徑為98毫米、深度56毫米。而這顆引擎也衍生出幾種亞型，做為試驗之用途：
1. 單顆轉子：稱為0353型
2. 二顆轉子：稱為L8A型
3. 三顆轉子：稱為3804型
4. 四顆轉子：稱為3805型，最大馬力160ps / 6,000rpm

### 10A型

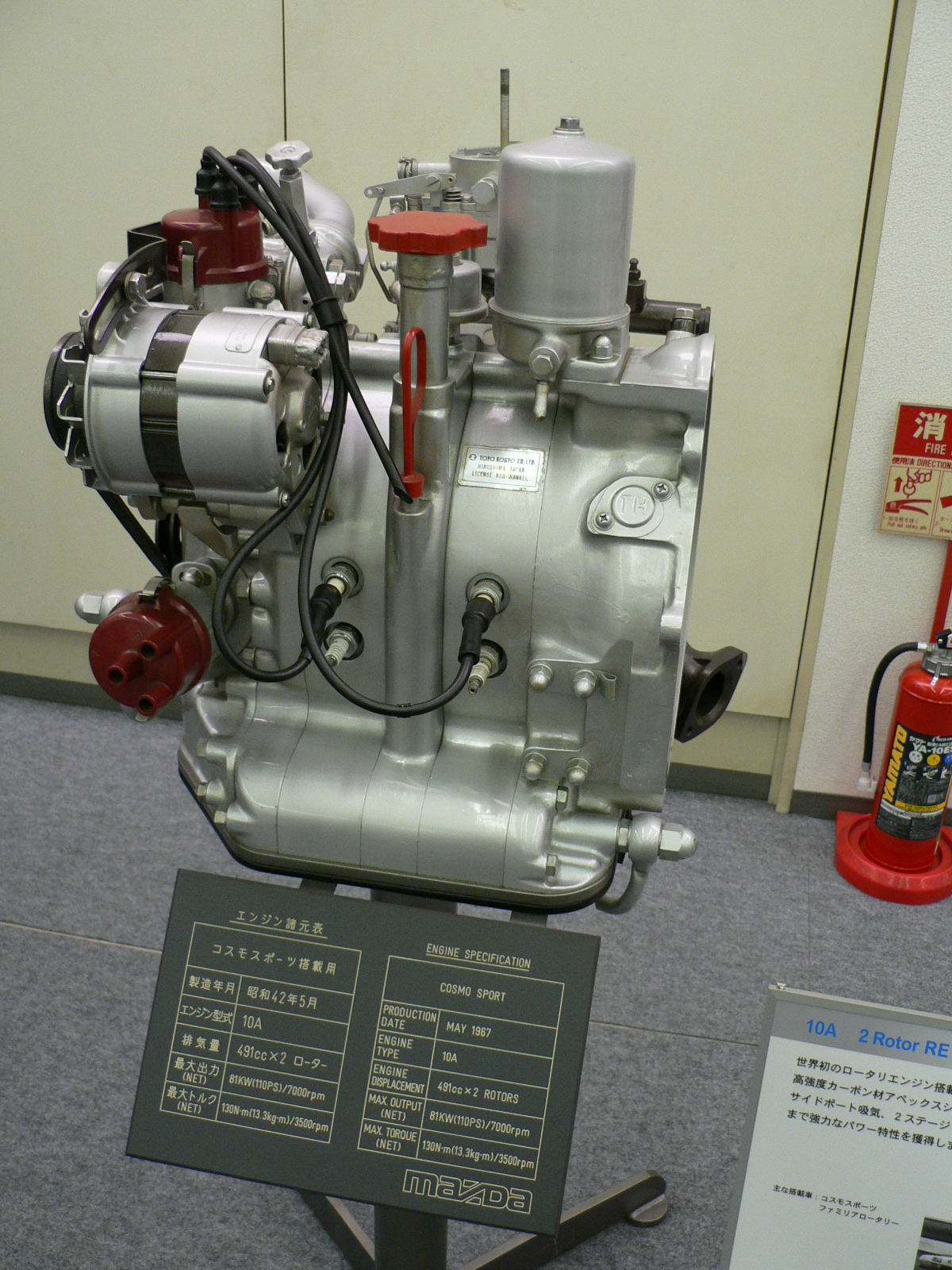
10A型轉子引擎

10A型轉子引擎是馬自達1965年正式量產、實用化的汪克爾引擎，分成數種亞型，但它們皆是491c.c. X 2雙轉子引擎，而且共同點是深度60毫米。缸體採用鋁合金翻砂鑄模，其鋁合金經過碳化處理以加强剛性。為了耐磨，缸内更經過硬質鍍鉻表面處理；偏心軸以鉻鉬鋼製成，轉子本體則由鑄鐵製成，其頂端的菱封與角封則採用與缸體相同的碳化鋁合金製作。

#### 0810型
第一具10A型轉子引擎是0810，重量141公斤，搭載於通常被稱作L10A的第一代Cosmo前期型上。轉子半徑105毫米、偏心量15毫米、深度60毫米；最大馬力110ps / 7,000rpm、最大扭力13.3kg·m / 3,500rpm。此型引擎使用雙側面進氣口，且各轉子由四腔化油器之一供油。為了節省油耗，在低轉速的情況下只開啟一個進氣埠。其冷卻系統採用軸流式，已經和NSU原始的星形設計迥然不同。
使用車款：
- 1967年-1968年：Cosmo Sports L10A

#### 0813型
該亞型在1968年7月隨著第一代Cosmo Sports後期型登場，為了提升吸氣效率而改變排氣埠的正時，使得最大馬力提升至128ps / 7,000rpm、扭力峰值14.2kg·m / 5,000rpm。
使用車款：
- 1968年-1972年：Cosmo Sports L10B

#### 0820型
該亞型引擎使用於1968年6月以Familia車身為基礎的R100。為了降低製造成本，做了許多變更：缸體側邊改以鑄鐵、缸體本身從鋁合金翻砂鑄模改為一般鑄模、偏心軸改用鉻合金。排氣埠位置不變，但排氣道不再圍繞著轉子室。最大馬力為100ps / 7,000rpm，扭力峰值為13.5kg·m / 3,500rpm。乘坐5人時，從0加速至400米耗時16.4秒；不過降低成本的結果導致總重量從102kg增加至122kg。
使用車款：
- 1968年-1973年：R100

#### 0866型
這是10A型的最後一個亞型，出現於1971年登場的RX-3。不同點在於轉子室空間採用新的塗覆工法，用噴霧方式塗上鉻，以延長轉子引擎的壽命。最大馬力105ps / 7,000rpm，扭力峰值達13.7kg·m / 3,500rpm。
使用車款：
- 1971年-1973年：RX-3 S102

### 3A型

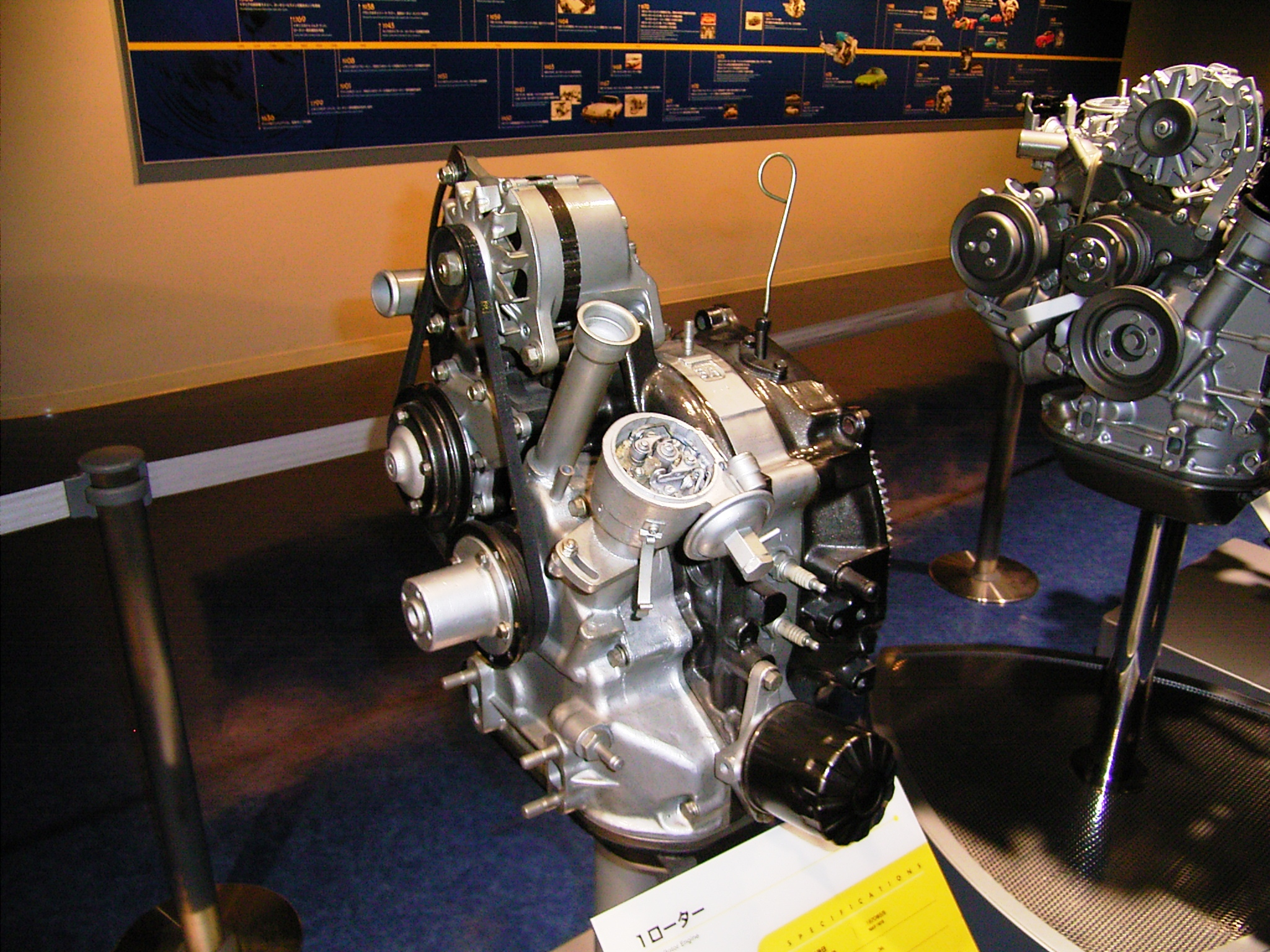
3A型轉子引擎

完成於1970年的3A型乃屬單轉子引擎，排氣量356c.c. X 1，可輸出最大馬力38ps ／ 6,500rpm、扭力峰值4kg·m ／ 3,500rpm。原本馬自達打算將這顆單轉子引擎搭載於輕型車Chantez上，但受到同業阻撓而作罷。

### 13A型
13A型雙轉子引擎排氣量為655c.c. X 2，是專門為了前輪驅動車所設計的，最大馬力為126ps / 6,000rpm，扭力峰值為172N·m / 3,500rpm。轉子半徑達120毫米、偏心量17.5毫米，但深度維持60毫米。另一個特點是，13A型裝置了水冷式機油冷卻器。此型引擎僅搭載於外銷版稱為R130的Luce Rotary Coupe上，從此以後，馬自達再也沒有推出過前置前驅的轉子引擎車款了。
使用車款：
- 1969年-1972年：Luce Rotary Coupe / R130

### 12A型
573c.c. X 2的12A型算是10A型的加長版，轉子半徑維持不變，但深度加大至70毫米，偏心量15毫米。最大馬力120ps / 6,500rpm、最大扭力16.0kg·m / 3,500rpm。此型引擎自1970年五月迄1985年，共生產了15年。由於採用新的技術工法和改良材料，轉子室缸壁更加硬化。同時，12A型也是第一具非西歐或美國地區生產，卻完成利曼24小時耐力賽的引擎。
為了符合汽車廢氣排放標準，早期的12A型和前述的0866亞型一樣裝置了溫控反應器（thermal reactor），接著1979年日本地區改成稀薄燃燒亞型（lean-burn），而1980年美國地區則加裝觸媒轉換器因應。1981年馬自達發表6PI亞型（6 port induction的縮寫），也就是利用氣門運作來控制進氣的系統。
- 使用車款：
  - 1970年-1973年：R100
  - 1970年-1974年：RX-2
  - 1974年-1978年：RX-3
  - 1972年-1974年：RX-4
  - 1972年-1974年：第二代Luce
  - 1978年-1979年：第一代RX-7

- 稀薄燃燒（lean-burn）使用車款：
  - 1979年-1985年：第一代RX-7（日本）
  - 1980年-1985年：第一代RX-7（美國）

- 6PI使用車款：
  - 1981年-1982年：第四代Luce
  - 1981年-1982年：第三代Cosmo

#### 12A型渦輪增壓

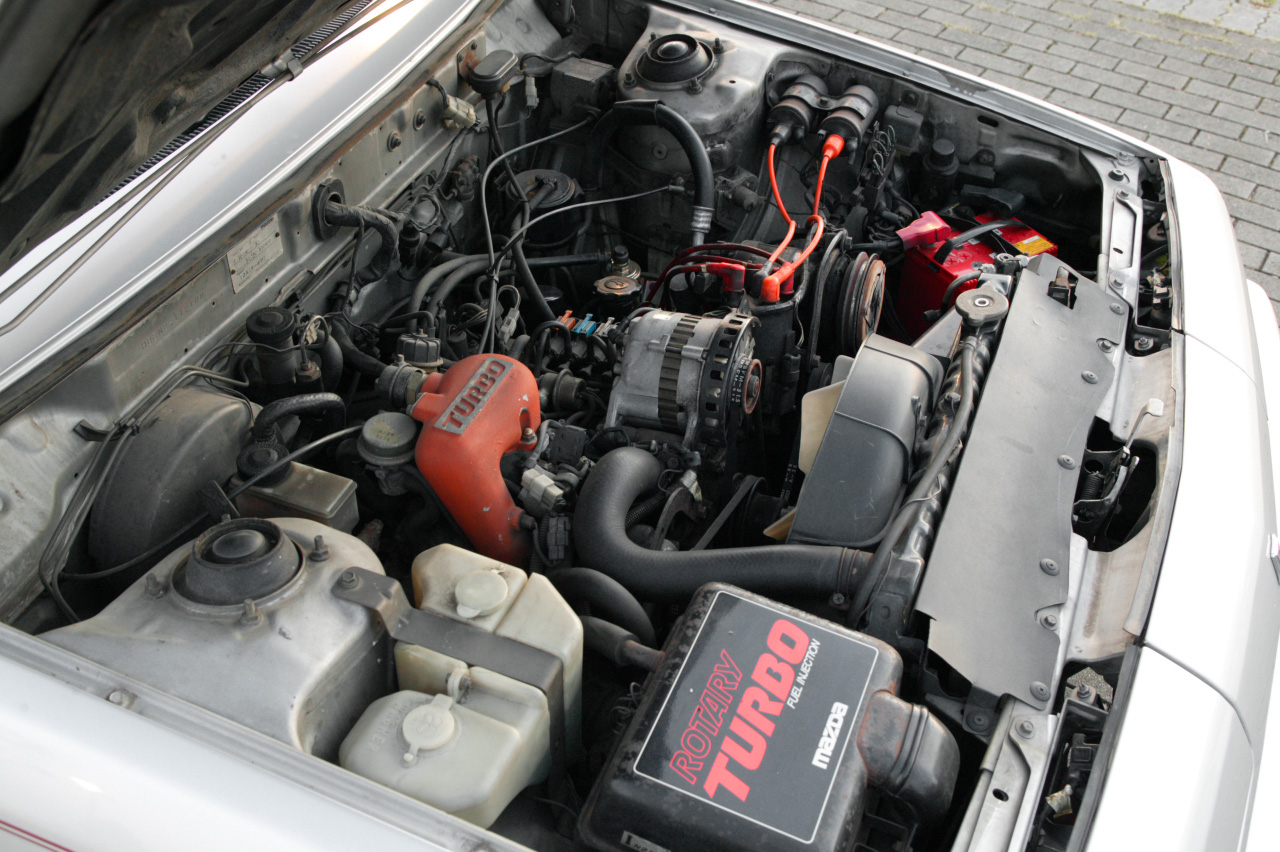
第三代Cosmo搭載的12A型渦輪增壓引擎

此類引擎是12A的最終版本，搭載於第四代Luce、第三代Cosmo和第一代RX-7上。供油系統為半缸內直噴技術，同時可為兩顆轉子注入燃油；且安裝了被動式爆震感知器，可消除引擎爆震。最大馬力可達165hp / 6,000rpm、最大扭力23.5kg·m / 4,000rpm，不過這顆渦輪增壓轉子引擎的油耗也很驚人。
使用車款：
- 1982年-1983年：第四代Luce
- 1982年-1983年：第三代Cosmo
- 1983年-1985年：第一代RX-7

### 12B型
1974年問世的12B型生產時間很短暫，主要搭載於RX-2和RX-3上。拿它跟10A型和12A型相較，其穩定性比較高，且使用單配電盤（10A型和12A型皆為雙配電盤）。
使用車款：
- 1974年-1978年：RX-2
- 1974年-1978年：RX-3後期型

### 13B型

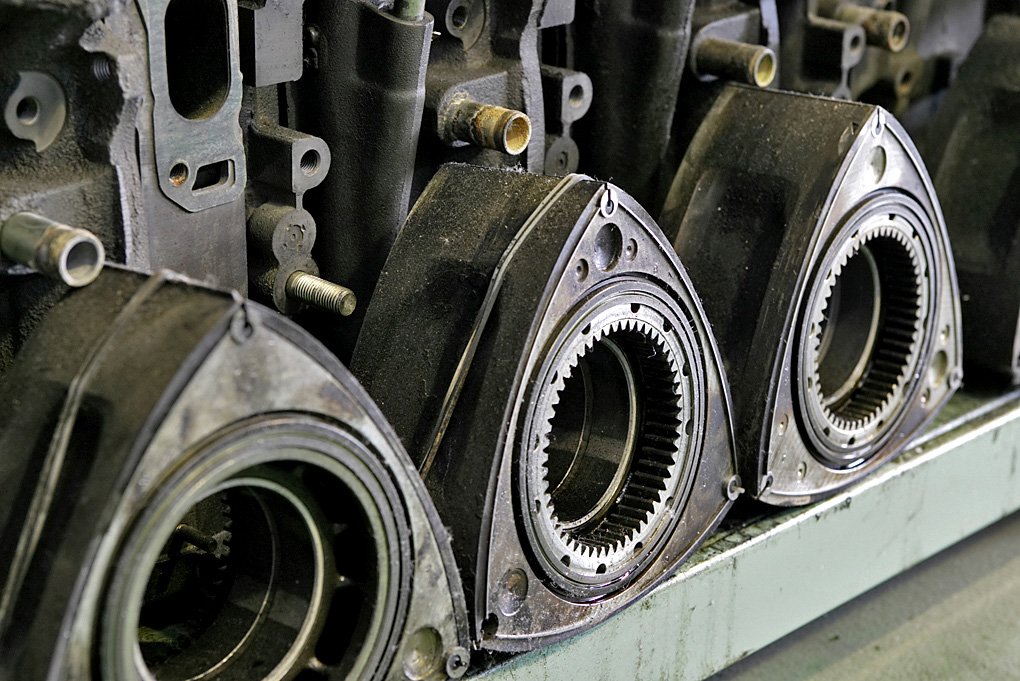
13B型的轉子特寫

此型轉子引擎是馬自達迄今產量最多的，生產周期已經超過卅年。13B型跟13A型沒有任何關係，反而是12A型的加長改良版，轉子深度80mm，排氣量為654 c.c. X 2。此型引擎從1972年的RX-4一直使用至2002年的RX-7，可分成許多亞型：

#### 13B-AP型
「AP」即為anti-pollution的縮寫，為了因應當年各國政府制訂日趨嚴格的汽車廢氣排放標準，特別改良其廢氣排放，且在車名後頭加上「AP」。
使用車款：
- 1972年-1978年：第二代Luce / RX-4
- 1975年-1981年：第二代Cosmo AP / RX-5
- 1975年-1979年：Roadpacer
- 1974年-1977年：Rotary Pickup
- 1974年-1976年：Parkway Rotary 26

#### 13B-RESI型

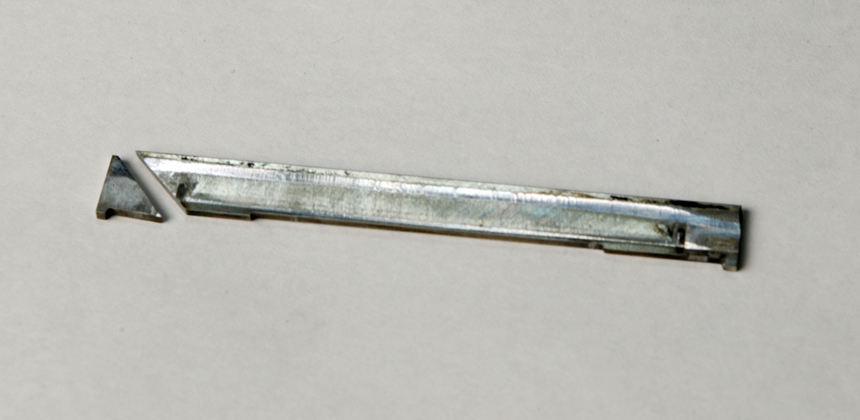
13B型的菱封特寫

「RESI」取自於「Rotary Engine Super Injection」的縮寫，此型引擎搭配了首次獲得改良的進氣系統，藉由開、閉進氣埠時在雙層集氣箱內所產生的海耳姆赫茲氏共振（Helmholtz resonance）達到類似機械增壓的效果。此亞型引擎亦採用Bosch公司的L-Jetronic燃油噴射系統，最大馬力135hp、扭力峰值180N·m。
使用車款：
- 1983年-1986年：第四代Luce
- 1983年-1990年：第三代Cosmo
- 1984年-1985年：RX-7 FB

#### 13B-DEI型
此亞型引擎同時具有6PI與DEI可變氣門系統，且裝置了四噴油嘴式電子燃料噴射裝置。最大馬力達146hp / 6,500rpm，最大扭力187N·m / 3,500rpm。
1986年出現渦輪增壓的13B-DEI型，安裝更新穎的四噴油嘴式電子燃料噴射裝置，卻去除了可變氣門系統。1985年至1988年的雙廢氣入口渦輪增壓器採用二段機械式排氣閥，1989年開始採用改良過的渦輪增壓器，以分開的多頭管驅動雙廢氣入口結構。
自然進氣型使用車款：
- 1985年-1988年：RX-7 FC，146hp
- 1989年-1991年：RX-7 FC，160hp

渦輪增壓型使用車款：
- 1985年-1988年：RX-7 FC，185hp
- 1989年-1991年：RX-7 FC，205hp - 215hp
- 1986年-1991年：第五代Luce

#### 13B-REW型
13B-REW型除了自然進氣版本外，另採序列式雙渦輪增壓系統（sequential twin turbocharged system），並降低壓縮比，使得最大馬力達255ps / 6,500rpm，最大扭力30.0kg-m / 5,000rpm。不過此亞型轉子引擎常被訛稱為「13B-RE」，因為在進氣歧管外面鑄了這幾個字樣。另外，此亞型引擎最重要的特點為：第一是重量輕，本體淨重僅81公斤，加上渦輪系統、進氣冷卻器、進排氣歧管、發電機等元件後的總重量才148公斤；第二是馬力大：譬如RX-7 FD發展到1999年的後期第五型，最大馬力已提升至日本車廠馬力自主上限的280ps了。
雖然第三代RX-7和Eunos Cosmo都搭載這具含序列式雙渦輪增壓系統的13E-REW型轉子引擎，但兩者的渦輪尺碼不同：
1. RX-7 FD採用兩顆日立HT-12型渦輪，一開始先將所有廢氣集中在第一顆直徑51mm的小渦輪，使該渦輪在低轉速時（約1,800rpm）作動，減少渦輪遲滯（turbo lag）的現象。當接近第一顆渦輪的最大工作轉速時，廢氣開始被導入第二顆直徑57mm的大渦輪；一旦引擎轉速達到其作動範圍（約4,000rpm），所有廢氣被集中在此渦輪而全力作動。
2. Eunos Cosmo採用一大（日立HT-15型）、一小（日立HT-10型）的雙渦輪，作動原理同上段所述。

使用車款：
- 1990年-1996年：Eunos Cosmo，最大馬力230ps / 6,500rpm，最大扭力30.0kg-m / 3,500rpm
- 1991年-1995年：Ẽfini RX-7，最大馬力255ps / 6,500rpm，最大扭力30.0kg-m / 5,000rpm
- 1996年-1998年：Ẽfini RX-7，最大馬力265ps / 6,500rpm，最大扭力32.0kg-m / 5,000rpm
- 1999年-2002年：RX-7，最大馬力280ps / 6,500rpm，最大扭力32.0kg-m / 5,000rpm

#### 20B型

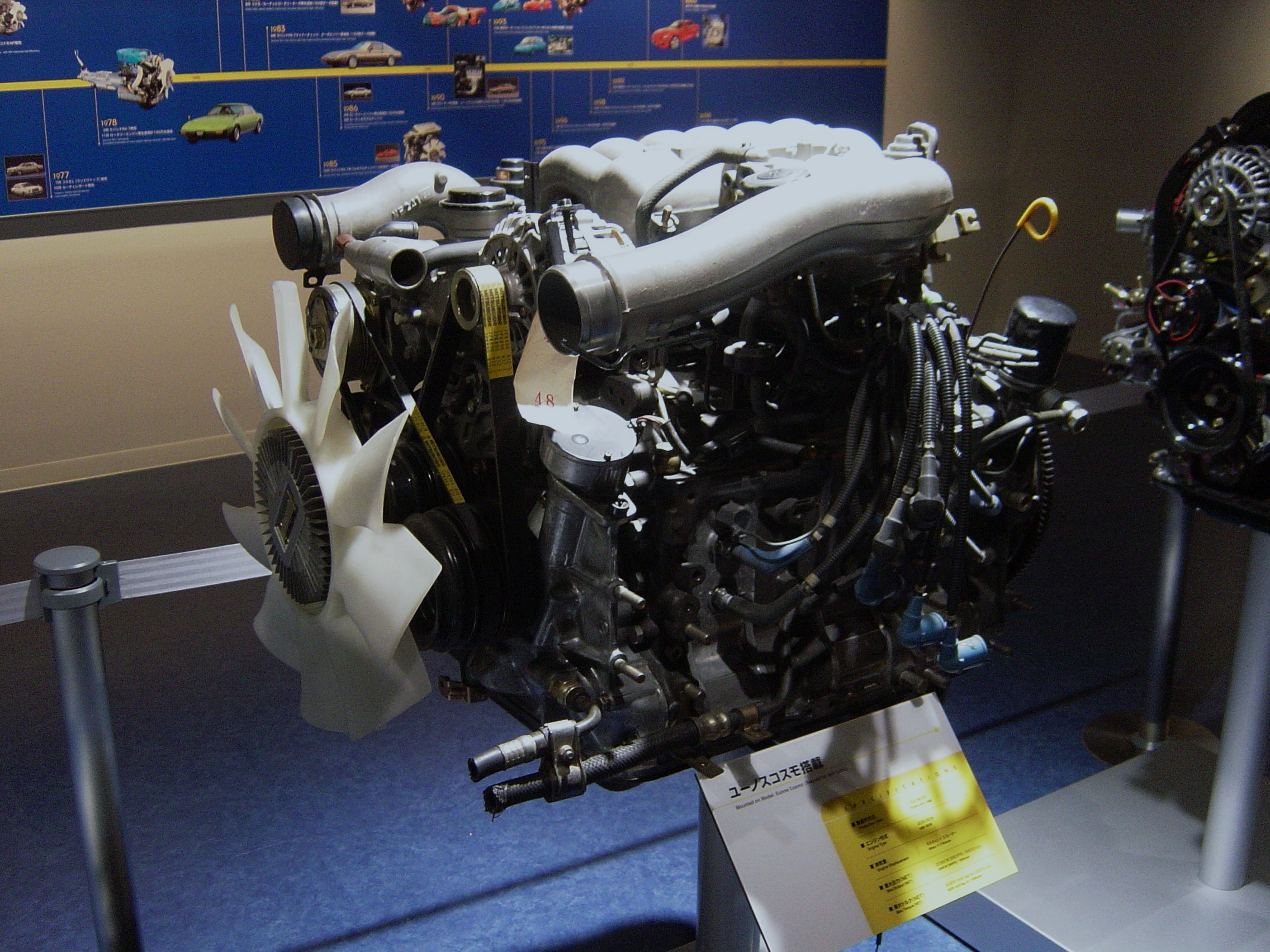
Eunos Cosmo搭載的20B型引擎

此亞型引擎乃自13G型演變而來，而13G型為1985年馬自達757參加利曼24小時耐力賽所使用的三轉子引擎，最大馬力450ps / 8,500rpm。接著1987年11月767取代退役的757時，馬自達將13G型更名成20B型，且將原本的外環氣埠（peripheral port）設計改良成新型的側邊氣埠（side port）。
20B-REW型是馬自達唯一量產化的渦輪增壓三轉子引擎，且僅使用於Eunos Cosmo。它的排氣量是654c.c. X 3，壓縮比9.0:1，渦輪壓力0.7 bar（70 kPa），可榨出280ps / 6,500rpm的馬力、41.0kg·m / 3,000rpm的扭力。
使用車款：
- 1990年-1996年：Eunos Cosmo，最大馬力280ps / 6,500rpm，最大扭力41.0kg·m / 3,000rpm

#### 13J型
馬自達開發的第一顆賽車用四轉子引擎13J型出現於1987年JSPC全日本運動原型賽車耐久錦標賽的最終役「富士500公里錦標賽」，搭載於以馬自達757延長軸距而來的757E原型賽車上。翌年出現改良版的13J-M型（M即為Modified修改之意），搭載於參加C組賽車系列賽裡利曼24小時耐力賽的767，最大馬力550ps / 8,500rpm。隔年更發展出可變進氣系統的13J-MM型，最大馬力630ps / 9,000rpm，但是13J型的先天體質設計不佳，後來被26B型取代。

#### R26B型

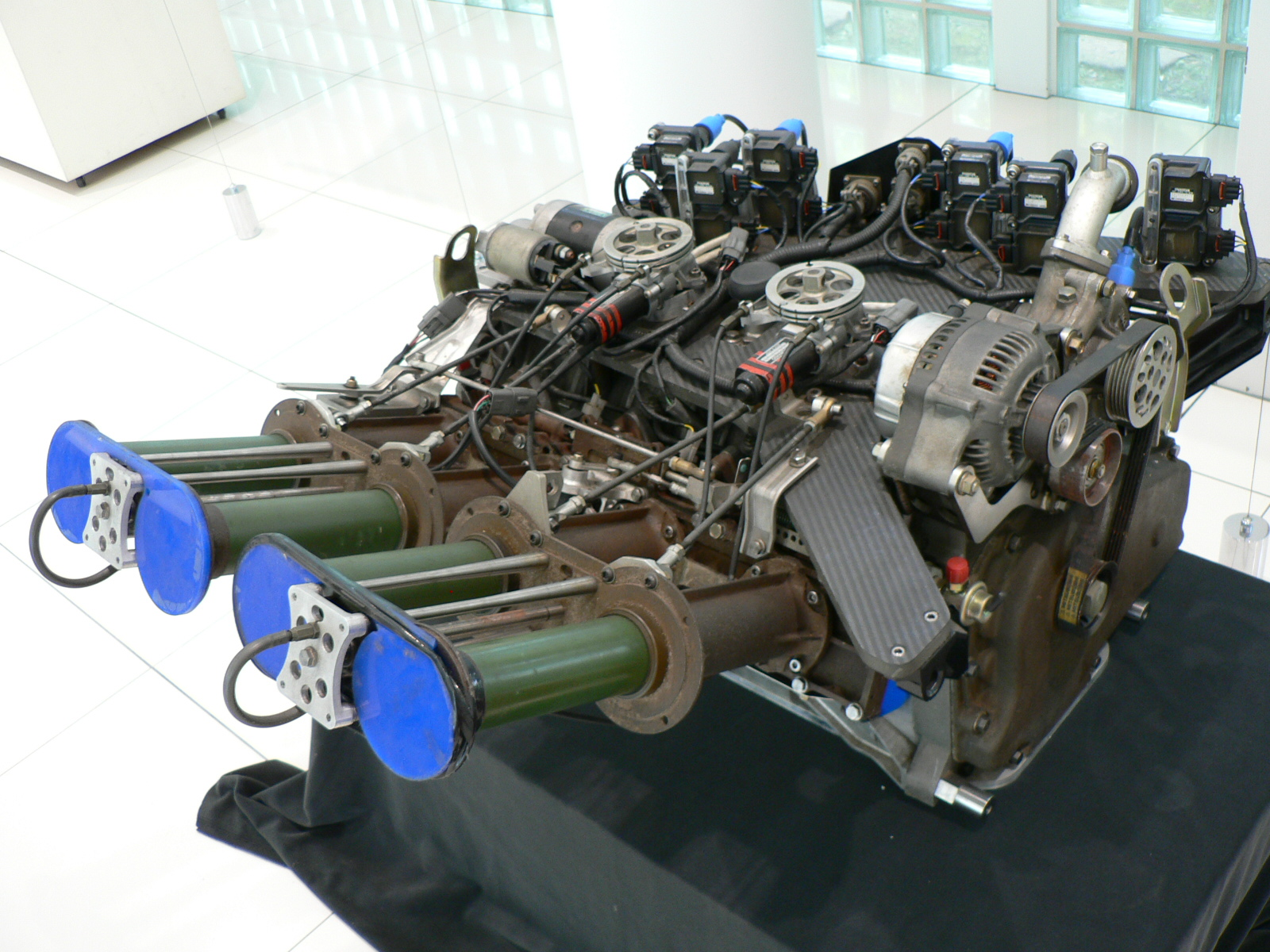
R26B型轉子引擎

四轉子引擎R26B型用以取代前述的13J型，基本上是將兩具13B型雙轉子引擎連結在一起，採外環氣埠（peripheral port）設計，但每個轉子都附有三個火星塞。1991年搭載R26B型引擎的787B贏得利曼24小時耐力賽的綜合優勝，是第一部日本車廠製造，也是第一部搭載轉子引擎的賽車獲得此項殊榮。總排氣量為2,616c.c.（654c.c. x 4），可產生最大馬力700hp / 9,000rpm，峰值扭力54kgm / 7,500rpm。

#### 13B-MSP Renesis型

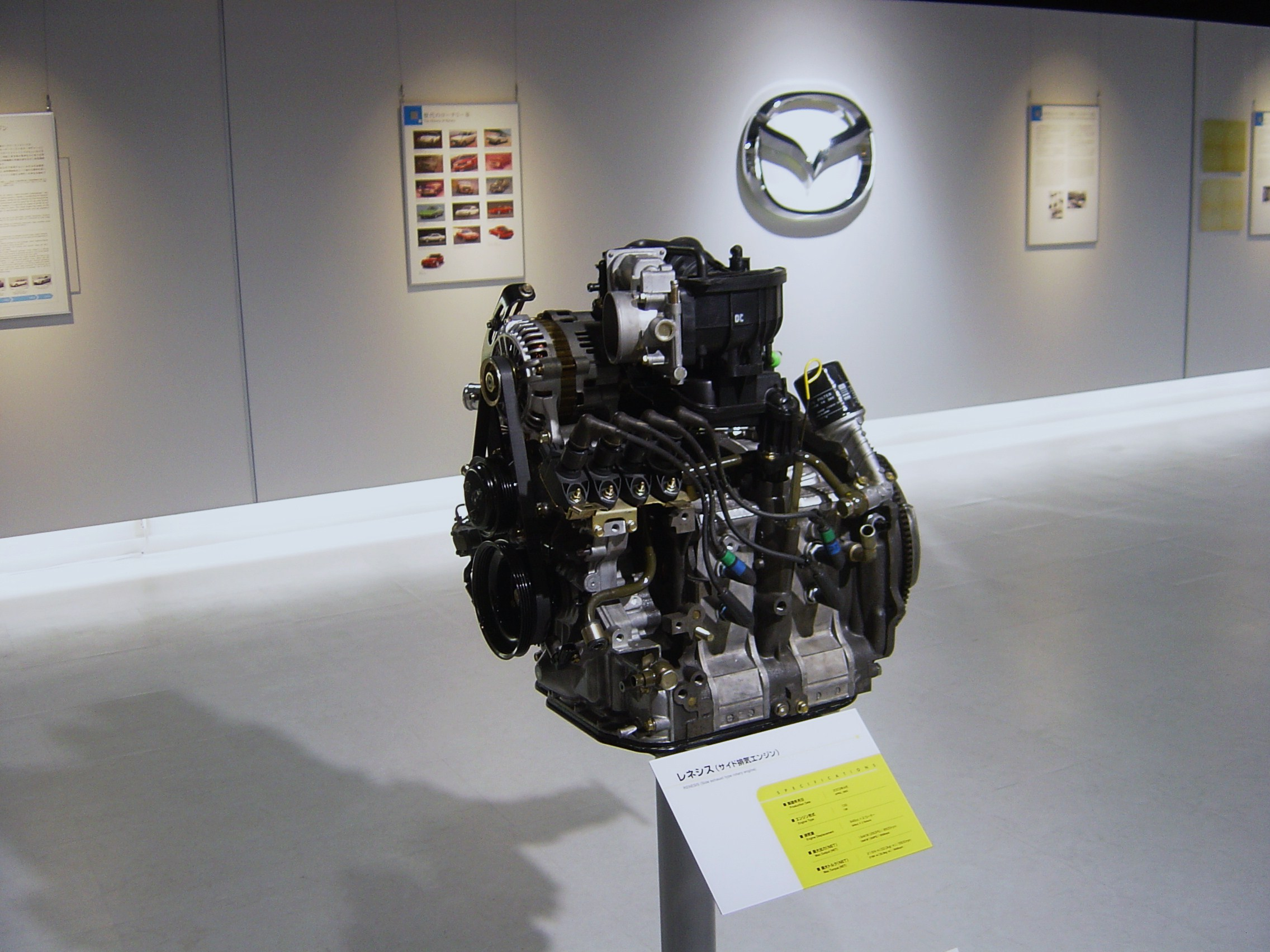
Renesis型轉子引擎

搭載在RX-8上的轉子引擎被原廠稱為Renesis，事實上仍以13B型為基礎，加以改善燃油效率與降低零件損耗，故開發代號稱作13B-MSP型。其中「MSP」為「multi side port」的縮寫，表示該具引擎將進、排氣埠位置轉移到側邊外殼上。13B-MSP型自13B-REW型的自然進氣版本進化而來，除了承襲前代體積小、輕量化優點外，也將進、排氣埠改到側邊外殼上，以便改良空氣汙染的問題。因為13B-REW型的進、排氣埠設於轉子外殼上，產生重疊角，導致混合油氣燃燒不完全而造成嚴重的空氣汙染。
再者因轉子三個頂點的菱封氣密性不佳，導致低轉速的扭力過弱，所以13B-MSP型的壓縮比提高到10.0：1，以提高低速的扭力。另外，特別將菱封材質經過熱處理強化來解決氣密性這個問題。在引擎的潤滑工作上，13B-MSP型的機油槽向外延伸，並設計折流板以限制機油移動，並加高偏心軸位置以潑灑攪拌機油，使得潤滑度大幅精進，提高其耐用度。這具轉子引擎曾於2004年、2005年間連續獲得華德十大最佳汽車引擎的殊榮，亦曾於2004年5月獲得日本機械學會頒贈之獎章。
使用車款；
- 2003年-2012年：RX-8，250ps

##### RSC 26BDS-TT型
德國轉子超級跑車公司（Rotary Super Cars）採用兩具馬自達13B-MSP型之部分元件，加以改造成四轉子引擎，排氣量2,600c.c.，稱呼為RSC 26BDS-TT型引擎。搭配八速R-Shift變速箱，按自然進氣、RS單渦輪增壓系統及雙渦輪增壓系統調校出三種動力：
- GT-S車型：500hp
- GT-RS車型：800hp
- GT-RSR車型：1,200hp，可於3秒內加速至100km/hr

### 16X型
16X型於2007年隨著概念車大氣對外公開，目前僅知排氣量擴大成800c.c. X 2、轉子室空間的寬幅縮減、側邊外殼由鋁製成、採用缸內直噴技術等。可是如此一來，二氧化碳的排放量便大幅增長，難以通過諸多國家日趨嚴苛的環保標準。2013年11月新上任的第15任社長小飼雅道接受美國Automotive News訪問時明確表示：「目前暫時沒有推出轉子引擎的計畫，一旦採行，它必須是可行的方案，而且每年至少有10萬輛的銷售量，才有可能讓公司保持獲利。」。不過在2015年9月舉辦的法蘭克福車展上，小飼接受採訪時證實該公司仍持續研發新世代轉子引擎，並著手克服二氧化碳排放量、低轉速時扭力不足等難題。

### SKYACTIV-R型
2015年10月29日開幕的第44屆東京車展上，原廠公開「RX-VISION」概念車，所搭載的次世代轉子引擎「SKYACTIV-R」結合創馳藍天技術，但並未公開動力細節。2016年4月原廠向美國提出新式轉子引擎的專利申請書曝光，證明原廠仍持續其開發工作。

### 8C型
2023年1月13日在比利時布魯塞爾車展上，原廠公開「MX-30 e-SKYACTIV R-EV」，讓闊別11年的轉子引擎重返車壇。不過這具單轉子的8C型轉子引擎並非直接驅動車輛，而是作為增加續航里程的發電機之用。其排氣量為830c.c. X 1，以半徑120mm、寬度76mm的單轉子組成，壓縮比為11.9:1，最大馬力75hp / 4,700rpm，最大扭力116N·m / 4,000rpm。為了提高8C型的效率，原廠採用EGR排氣再循環以降低燃燒室溫度，轉子室缸壁施以電漿噴塗技術以減輕菱封的摩擦力，鋁製側外殼也使得重量減輕15公斤。
使用車款；
- 2023年迄今：MX-30 e-SKYACTIV R-EV

## 外部連結
- 【MAZDA】馬自達精神：轉子發動機
- （日語）ロータリーエンジン開発物語 （页面存档备份，存于）
- （日語）山本健一氏：内燃機関の革新とバンケル・ロータリー・エンジンの開発 （页面存档备份，存于）
- Rotary Power!!! 轉子引擎之路 （页面存档备份，存于）
- MAZDA轉子傳奇